# Otto Hofmann
Otto Hofmann (Essen, 28 aprile 1907 – Pompeiana, 23 luglio 1996) è stato un pittore tedesco.
Otto Hofmann è stato un allievo di Paul Klee e Wassilij Kandinskij, durante la sua permanenza al Bauhaus di Dessau (1927-1930), dove aveva fatto la sua prima mostra personale. Con l'arrivo del nazismo Hofmann viene emarginato e le sue opere bandite perché degenerate. Durante la guerra dal 1940 al 1946 fu prigioniero in Russia, dopo la guerra tornò in Germania in Turingia nella Germania est ma ben presto nel 1950, abbandonati tutti i suoi averi, riparò a Berlino. Da questo momento svolgerà la sua attività tra Berlino, Parigi e la Svizzera. Verso la metà degli anni '70 si ritirò a Pompeiana, un paesino poco distante da San Remo, dove rimarrà fino alla sua morte. La sua produzione varia dai dipinti, ai disegni, oggetti di porcellana e ceramiche, alla grafica (xilografie e litografie).